# Makomanai Skating Centre
De huidige ijsbaan van Sapporo is het Makomanai Skating Centre (真駒内屋外競技場). Op deze kunstijsbaan veroverde Ard Schenk driemaal olympisch goud en werd Stien Baas-Kaiser olympisch kampioen op de 3000 meter.

Eerder al, in 1954, werden er wereldkampioenschappen schaatsen gehouden op de natuurijsbaan in het Maruyamastadion te Sapporo.

## Grote kampioenschappen
Internationale kampioenschappen
- 1972 - Olympische Winterspelen

Continentale kampioenschappen
- 1986 - Aziatische Winterspelen
- 1990 - Aziatische Winterspelen
- 1994 - Aziatische kampioenschappen afstanden

Nationale kampioenschappen
- 1971 - JK allround
- 2003 - JK sprint

## Natuurijsbaan Nakajima-Park Sapporo
De Natuurijsbaan Nakajima-Park Sapporo is een voormalige ijsbaan in Sapporo in de prefectuur Hokkaido in het noorden van Japan. De openlucht-natuurijsbaan is geopend in 1938 en gesloten in 1970. De ijsbaan lag op op 11 meter boven zeeniveau. 

### Grote kampioenschappen
Internationale kampioenschappen
- 1954 - WK allround mannen

Nationale kampioenschappen
- 1938 - JK allround